# Церква Діви Марії Світлої
Церква Діви Марії Світлої (порт. Igreja de Nossa Senhora da Luz) — католицька церква у Португалії, в місті Лісабон, парафії Карніде. Належить Лісабонському патріархату. Названа на честь Діви Марії Світлої. Збудована у 1575—1596 роках коштом португальської інфанти Марії, доньки португальського короля Мануела I. Зруйнована 1755 року під час Лісабонського землетрусу. Збереглася лише головна каплиця, арка та частина стін. Сучасний фасад збудований 1870 року за проектом архітектора Валентина Коррейї. У церкві розміщена гробниця фундаторки-інфанти Марії, що з 1910 року має статус Національної пам'ятки Португалії. Сама церква отримала цей статус 1923 року.